# Limosina collini
Limosina collini är en tvåvingeart som först beskrevs av Richards 1929.  Limosina collini ingår i släktet Limosina och familjen hoppflugor. Inga underarter finns listade i Catalogue of Life.